# گربه ایریوموته
گربه ایریوموته (نام علمی: Prionailurus bengalensis iriomotensis) نام یک زیرگونه از گونه گربه پلنگی است.